# 曲峨镇
曲峨镇，是中华人民共和国山西省临汾市大宁县下辖的一个乡镇级行政单位。

## 行政区划
曲峨镇下辖以下地区：
曲风村、道教村、黑城村、甘棠村、白村、支角村、杜峨村、布业村、房村、西南堡村、内史村、榆村、古驿村、杜木村、赤奴村、山庄村和花间村。